# Busan IPark Football Club
El Busan IPark (del coreano: 부산 아이파크 FC) es un club de fútbol profesional situado en Busan (Corea del Sur). Juega en la K League 2, segunda categoría del país.
Fue fundado en 1979 como el equipo de la empresa Saehan Motors, perteneciente al conglomerado empresarial Daewoo. En 1983 fue uno de los cinco miembros fundadores de la Super Liga Coreana, se profesionalizó y pasó a llamarse "Daewoo Royals". Durante toda esa etapa dominó la escena nacional, ganó cuatro ligas (1984, 1987, 1991 y 1997) y se convirtió en el primer campeón surcoreano de la Copa de Clubes de Asia, en su edición inaugural de la temporada 1985-86.
El equipo se vio afectado por la quiebra del grupo Daewoo en 1999. En febrero del 2000 fue comprado por Hyundai Development Company, una empresa constructora anteriormente vinculada a Hyundai. Los nuevos dueños mantuvieron al equipo en Busan, aunque cambiaron por completo su nombre y colores. Tras llamarse "Busan Icons" durante cinco años, se pasó a la denominación actual en 2005.

## Historia

### Daewoo Royals (1979 a 1999)
El actual Busan IPark fue fundado el 22 de noviembre de 1979 como el equipo de fútbol de la compañía Saehan Motors (hoy GM Korea), controlada por el conglomerado empresarial Daewoo. La plantilla estaba formada por sus empleados. En poco tiempo comenzó a competir en los torneos nacionales y después mejoró su plantel con incorporaciones de otros clubes.
En 1982 Daewoo fue uno de los impulsores de la Super Liga Coreana (actual K League), la primera liga profesional de Asia, e inscribió a su equipo como representante de las regiones de Busan y Gyeongsang del Sur, pues en aquella época las franquicias no estaban adscritas a ninguna ciudad. El club fue uno de los cinco participantes en la temporada inaugural de 1983, y en ese primer año terminó subcampeón. Aunque fue líder durante varios meses, perdió fuelle en las dos últimas jornadas y cedió el liderato al Hallelujah. En diciembre del mismo año, la entidad se profesionalizó y cambió su nombre a "Daewoo Royals".
El equipo se reforzó y en la temporada 1984 fue campeón. Sus mejores futbolistas eran internacionales por Corea del Sur y entre ellos destacaron el portero Kim Poong-joo, el defensa Chang Woe-ryong, el mediocentro Cho Kwang-rae y los delanteros Lee Tae-ho, Park Chang-sun y Chung Hae-won, todos ellos con una larga trayectoria en la entidad. Gracias a ese triunfo debutó en la primera Copa de Clubes de Asia, en su edición de 1986, y se proclamó vencedor de la misma tras derrotar en la final al Al-Ahli saudí por 3:1. Los éxitos continuaron a lo largo de la década, con una segunda liga en 1987, dos copas nacionales (precursor de la actual Korean FA Cup) en 1989 y 1990, y una tercera K League en 1991.
Su trayectoria empeoró en los años 1990, coincidiendo con un relevo generacional por la retirada de los campeones de la década anterior. El club finalizó la mayoría de las veces en las últimas posiciones y a pesar de reforzarse con los primeros extranjeros, no obtuvo el éxito esperado. En 1995 cambió de nombre a "Pusan Daewoo Royals" para reforzar su vinculación a la ciudad. Después de una etapa en el ostracismo, retornó a la senda de la victoria en 1997 a las órdenes del técnico Lee Cha-man y con actuaciones destacadas de los internacionales Kim Joo-sung (con experiencia en la Bundesliga), Ha Seok-ju y de dos delanteros yugoslavos: Saša Drakulić y Radivoje Manić. Al año siguiente debutó Ahn Jung-hwan, que se convirtió en uno de los primeros surcoreanos en dar el salto a la Serie A italiana.

### Busan IPark (Desde 2000)
La existencia de Daewoo Royals se vio amenazada por la quiebra de Daewoo en agosto de 1999. Aunque pudo terminar la temporada, su futuro fue incierto porque el grupo fue desmantelado y todas las subsidiarias, incluidas las franquicias deportivas, se sacaron a subasta. El 12 de febrero de 2000 se confirmó que el vencedor de la puja por el equipo de fútbol había sido Hyundai Development Company, una constructora que acababa de separarse de Hyundai. Los propietarios implementaron una nueva identidad corporativa y cambiaron su nombre a "Busan I'Cons" (prefijo de "constructor"). Por otra parte, aseguraron la permanencia en Busan y su traslado al nuevo Estadio Asiad, construido para la Copa Mundial de 2002, cuando estuviese listo.
Bajo la nueva dirección, el rendimiento del equipo disminuyó y apenas destacó en la liga. Su mayor logro deportivo fue la consecución de la Korean FA Cup de 2004, tras derrotar en la final al Bucheon SK en la tanda de penaltis.
En 2005 se produjo un nuevo cambio de nombre y pasó a llamarse "Busan I'Park" (siendo I'Park una de las empresas del grupo propietario). Ese mismo año finalizó campeón de la primera fase de la temporada regular y pudo jugar la fase por el título, pero fue derrotado por el Incheon United y no pasó a la final. Por otro lado, disputó la Liga de Campeones de la AFC como campeón de copa del año anterior y llegó hasta semifinales, donde cayó ante el eventual vencedor, el Al-Ittihad saudí. Después de eso, Busan ha pasado a luchar por disputar la fase final por el título, con un papel mediocre en cuanto a resultados. En 2010 llegó a la final de la Copa de Corea del Sur, pero la perdió en su estadio contra el Suwon Samsung Bluewings por 0:1.
En la temporada 2015 el Busan IPark descendió a K League Challenge por primera vez en su historia.

## Uniforme
- Uniforme titular: Camiseta roja y blanca arlequinadas, pantalón rojo, medias rojas y blancas.
- Uniforme alternativo: Camiseta amarilla, pantalón gris, medias amarillas.

Desde 2000, los colores del Busan IPark son el rojo y el blanco, normalmente presentados en una camiseta arlequinada. Cuando el equipo era el Daewoo Royals se usaban el azul y el blanco. El fabricante de la ropa es la firma alemana Adidas desde 2014.
| Daewoo Royals | Busan I'Cons | Busan IPark |

## Estadio
Busan IPark juega sus partidos como local en el Estadio Asiad de Busan, al oeste de la ciudad. Su césped es natural y tiene capacidad para 53.864 espectadores. Alrededor del terreno de juego hay una pista de atletismo, pero cuando hay fútbol pueden instalarse gradas supletorias para acercar al público. Dispone de un techo que cubre todas las localidades.
Se construyó para la Copa Mundial de Fútbol de 2002 y su inauguración tuvo lugar el 16 de septiembre de 2001. Durante el evento albergó tres partidos de la fase de grupos: Paraguay-Sudáfrica (2:2), Corea del Sur-Polonia (2:0) y Francia-Uruguay (0:0). Después fue una de las sedes principales de los Juegos Asiáticos de 2002 que se celebraron en Busan.
El campo histórico donde Busan IPark jugó hasta 2001, tanto con su denominación actual como bajo la propiedad de Daewoo, fue el Estadio Gudeok de Busan. Inaugurado en 1928 y aún en funcionamiento, puede albergar a 24.000 espectadores. Fue subsede de fútbol en los Juegos Olímpicos de Seúl 1988 y sede principal de los Juegos de Asia Oriental de 1997.

## Jugadores

### Jugadores destacados
| Corea del Sur - Kim Joo-sung |  | UEFA - Radivoje Manić |

### Números retirados
- 12 - Aficionados del cluub
- 16 -  Kim Joo-sung (1987-92; 1994-99)

## Datos del club
- Temporadas en K League 1: 32

Debut: Temporada 1983
Mejor posición: 1º (cuatro ocasiones, la última en la temporada 1997)
Peor posición: 13º (temporada 2007)
Descensos: 1 (Temporada 2015)
- Participaciones en la Liga de Campeones de la AFC: 3

Mejor posición: Campeón (temporada 1986)

### Denominaciones
- 1979 a 1980: Saehan Motors (새한자동차)
- 1980 a 1983: Daewoo F. C. (대우)
- 1983 a 1995: Daewoo Royals (대우 로얄즈)
- 1995 a 1999: Pusan Daewoo Royals (부산 대우 로얄즈)
- 2000 a 2004: Busan I'Cons (부산 아이콘스)
- 2005 a 2011: Busan I'Park (부산 아이파크)
- Desde 2012: Busan IPark (부산 아이파크)

## Palmarés

### Títulos nacionales (8)
- K League 1 (4): 1984, 1987, 1991, 1997.

Subcampeón de la K League 1 (3): 1983, 1990, 1999.
- Korean FA Cup (1): 2004.

Subcampeón de la Korean FA Cup (1): 2010.
- Copa de la Liga (3): 1997 (abril y octubre), 1998 (octubre).[11]

Subcampeón de la Copa de la Liga (5): 1986, 1999 (octubre), 2001, 2009, 2011.
Torneos semiprofesionales
- Campeonato Nacional de Fútbol de Corea del Sur (2): 1989, 1990.

Subcampeón del Campeonato Nacional de Fútbol de Corea del Sur (1): 1988.
- Copa del Presidente de la República de Corea (1): 1981.

### Títulos internacionales (2)
- Liga de Campeones de la AFC (1): 1985-86
- Copa Afro-Asiática (1): 1986